# Quỹ Carnegie vì Hòa bình Quốc tế
Quỹ Carnegie vì hòa bình quốc tế (tiếng Anh: Carnegie Endowment for International Peace (CEIP)) là một Viện nghiên cứu chính sách đối ngoại với các văn phòng ở Washington D.C., Moskva, Beirut, Bắc Kinh, Brussels và New Delhi. Tổ chức tự mô tả nhiệm vụ là để thúc đẩy hợp tác giữa các quốc gia và thúc đẩy sự tham gia tích cực hoạt động quốc tế của Hoa Kỳ. Được thành lập vào năm 1910 bởi Andrew Carnegie, hoạt động của nó không liên quan chính thức với bất kỳ đảng chính trị nào của Hoa Kỳ.
Trong báo cáo 2015 Global Go To Think Tanks Report của Đại học Pennsylvania, Carnegie được xếp hạng là viện nghiên cứu có ảnh hưởng lớn thứ ba trên thế giới, sau Viện Brookings và Chatham House.
Tòa nhà trụ sở trung ương của nó, nằm nổi bật ở đoạn Embassy Row của Massachusetts Avenue, được hoàn thành vào năm 1989 theo thiết kế của công ty kiến trúc Smith, Hinchman & Grylls. Trong đó cũng có đại sứ quán Papua New Guinea ở Hoa Kỳ.
Chủ tịch Hội đồng quản trị của Carnegie là cựu Bộ trưởng Thương mại Hoa Kỳ Penny Pritzker, và Chủ tịch của tổ chức này là cựu Thứ trưởng Ngoại giao Hoa Kỳ William J. Burns.